# Catechina
Le catechine sono composti incolori che si ossidano facilmente, dando origine a imbrunimenti (per esempio nei vini) e sono astringenti, cioè fanno precipitare delle proteine della saliva facendo sentire il palato ruvido (come succede mangiando frutta acerba).
Il tè (estratto dalla Camellia sinensis) è ricco di catechine.